# Nelson Appleton Miles
Nelson Appleton Miles, ameriški general, * 8. avgust 1839, Westminster, Massachusetts, † 15. maj 1925, Washington, D.C..